# Géza Losó
Géza Losó (* 20. März 1951 in Budapest) ist ein ungarischer Pianist und Musiklehrer. Bekannt wurde er durch sein Engagement für linkshändiges Klavierspiel.
Losó stammt aus einer Musikerfamilie. Er absolvierte das Béla-Bartók-Konservatorium in Budapest und tourte dann mit einer Jazzband durch Europa. Um der Einberufung zum Wehrdienst zu entgehen, kehrte er nicht in sein Heimatland zurück. Seit 1975 lebt er in Deutschland und arbeitet seit 1980 als Klavierlehrer an der Kreismusikschule Trier-Saarburg. 1982 erhielt er die deutsche Staatsbürgerschaft.
Jahrelang beschäftigte er sich mit der Frage, wie Linkshändern das Klavierspiel erleichtert werden kann, indem die geschicktere  linke Hand das Melodiespiel und die rechte Hand die Begleitfunktion übernimmt. In den 1990er Jahren experimentierte er mit elektronischen Keyboards, bei denen die Signale der Tastatur umgekehrt wurden.
2001 fertigte die Julius Blüthner Pianofortefabrik in Leipzig für 90.000 D-Mark einen Prototyp des von Losó entworfenen Konzertflügels für Linkshänder.
Er entwickelte eine an das gespiegelte Musikinstrument angepasste Linkshänder-Notation, bei der die Richtung der Fingerbewegung und das Notenbild übereinstimmen. 2009 veröffentlichte er das Lehrwerk Erste Klavierschule für Linkshänder in drei Bänden.
Er ist seit 1989 verheiratet und hat drei Kinder.